# Mijaín López
Mijail López Núñez (Pinar del Río, Kuba, 20. kolovoza 1982.) kubanski je hrvač. Po pet puta zaredom postao je olimpijski pobjednik i pet puta svjetski prvak u hrvanju grčko-rimskim stilom u kategorijama do 120 i 130 kg.
Na Olimpijskim igrama u Ateni 2004. bio je peti, dok je na Olimpijadi u Pekingu 2008. osvojio zlato u kategoriji do 120 kg. U Pekingu je imao čast nošenja kubanske zastave prilikom svečane ceremonije otvaranja Olimpijskih igara.
Osim naslova svjetskog i olimpijskog pobjednika, Núñez je 2003. i 2007. osvojio i naslov prvaka na Panameričkim igrama.

## Karijera

### OI 2008. Peking
| Peking 2008.       | Peking 2008. | Peking 2008.      | Peking 2008. |
| Protivnik          | Zemlja       | Uspjeh            | Natjecanje   |
| ------------------ | ------------ | ----------------- | ------------ |
| Siarhej Artsijukin | Bjelorusija  | 3:0, 2:1; pobjeda | 1. krug      |
| Jurij Patrikejev   | Armenija     | 1:1, 3:0; pobjeda | četvrtfinale |
| Jalmar Sjöberg     | Švedska      | 4:0, 5:0; pobjeda | polufinale   |
| Hasan Barojev      | Rusija       | 5:0, 1:1 pobjeda  | finale       |

### OI 2012. London
| London 2012.           | London 2012. | London 2012.      | London 2012. |
| Protivnik              | Zemlja       | Uspjeh            | Natjecanje   |
| ---------------------- | ------------ | ----------------- | ------------ |
| Abdelrahman El-Trabely | Egipat       | 1:0, 3:0; pobjeda | 1. krug      |
| Guram Pherselidze      | Gruzija      | 1:0, 3:0; pobjeda | četvrtfinale |
| Rıza Kayaalp           | Turska       | 2:0, 1:0; pobjeda | polufinale   |
| Heiki Nabi             | Estonija     | 2:0, 1:0 pobjeda  | finale       |